# بني ظبيان
بني ظبيان وهي من كبرى قبائل غامد وتعود لظبيان بن غامد الأزدي ويمتد تاريخ قبيلة بني ظبيان 2000 سنة قبل الميلاد وهي القبيلة الوحيدة المنتسبة لأحد أبناء غامد مباشرةً.
وتجتمع مشيخة بني ظبيان قاطبة في (آل صقر) التي تنتمي لقرن بني سالم وشيخ القبيلة الحالي هو عثمان بن عبدالله بن صقر.

## معنى ظبيان
أصله من ظبا وظبي وظبه وهو حد السيف وطرفه
وجمعه هو ظبين وظبات وظبيان

## النسب
ظَبْيان بن عمرو وهو (غامد) بن كعب بن الحارث بن كعب بن عبد الله بن مالك بن نصر وهو (شنوءة) بن الأزد.

### أبناء ظبيان
- ثعلبة: ومنهم قبائل بنو ذهل وقد نزحوا من السراة هاجروا ولم يبق منهم أحد.
- غنْم: ومن نسله بنو أبي الجعد واسمه سالم بن غنم بن ظبيان الذين منهم بنو سالم؛ وبنو سلامان بن غنم بن ظبيان ومنهم بنو محمد وبنو أحمد وبنو الحشر.[1][3][4]

## بلاد بني ظبيان
موطنهم بمنطقة الباحة على سلسلة جبال السروات في الجنوب الغربي من المملكة العربية السعودية

### الموقع الجغرافي والحدود
تمتد بلاد بني ظبيان وتنتشر مساكنهم من بلدة الظفير بمدينة الباحة إلى مشارف مدينة بلجرشي على السراة والشفيان (من البُريدة إلى سعيدة)، وتنقسم بلادها إلى سهل وجبل وصدر، فتقع ديار بني سالم في السهل وما والاها في الصدر، وتقع باقي البطون في جبال بني ظبيان الشاهقة أعالي السراة ممتدين إلى مواقع الإصدار ومنحدرات تهامة. ويحدها:
- شمالاً: قبيلة بني عبد الله
- شرقاً: قبيلة بني كبير وقبيلة الرهوة
- جنوباً: قبيلة بلجرشي
- غرباً: قبيلة بني عُمر

### التقسيم الإداري
تنقسم قرى بني ظبيان إدارياً إلى ثلاث مواقع:
- أهم قرى مركز بني ظبيان التابع لمدينة الباحة (دار الجبل، دار الرمادة، المفارجة، خفه، وادي العلي، حصن المضحاة، العباس، عراء، الغشامرة، العطاردة، بني حده، الغمدة، المقاضية، الخويتم، العقشان، حصن بالزين، غزير)
- أهم قرى بني ظبيان التابعة لمحافظة بلجرشي (بني سعيد، الأجاعدة، القرن، بني جرة، خياصة، عالقة العباس)
- أهم قرى بني ظبيان التابعة لمحافظة المخواة (عين ابن الطويل، الحجرين، عميرة، الصخيرة، الحنجور)

## فخوذ بني ظبيان وأقسامها
تتكون قبيلة بني ظبيان حسب طبقات الأنساب وتفرعاتها إلى أربع فخوذ رئيسية كبيرة يتفرع منها عشرون عشيرة في القُرى الأساسية والحلل التابعة لها (وتسمّى القرى الفرعية) ومن هذه القرى الرئيسية يتفرع منها الفخوذ الفرعية ثم اللُحام (لُحام القرية أي الخامس) وتتكون كل لُحمة من عدة أُسر.
أولاً: فخذ بني سالم ويتواجدون في عدة قرى كبيرة:
1- بني جرة:
وتقع غرب دار قرن وبها عقبة بني جرة المؤدية إلى المخواة
وتتكون بني جرة من القرى ودحيمة، ويتبعها حلل الريق والعارضة واللخام
وحدودها تمتد من وادي المغسل شرقاً حتى السفوح الغربية لجبال السروات المتخامة لوادي ضيان بتهامة ومن شفا ام غيث وخياصة جنوباً إلى قرى بني سعيد شمالاً.
2- بني سعيد:
وتمتد حدودها من الغبر شمالاً إلى بني جرة جنوباً ومن الأجاعدة المجاورة لها شرقاً إلى حدود خفه غرباً.
وتنقسم بني سعيد إلى الدار والمكاتيم والعوض والوادي.
3- خفة:
وتقع شرق بني حدة المجاورة لها ومن الشمال منها وادي فيق و قمهدة
وتنقسم القرية إلى خفه السفلى وخفه العليا، ويتبعها في الأصدار الحلة، الرفادة.
4- القرن:
ويتبعها قرية بني سالم على اسم الفخذ الأكبر، ومنهم بيت (آل صقر) التي بهم مشيخة شمل بني ظبيان.  
5- الأجاعدة.
6- عالقة العباس.
ثانياً: فخذ بالحشر ومنها أربع قرى كبيرة:
1- بني حدة:
تقع جنوب آل دمّاس بعراء، وبجانب قرية خَفَه
ويتبعها بصُدر بني حِدَه الخلي الأسفل وقرية عين ابن الطويل الواقعة بأعلى وادي ضيان، ومنهم قرية الغمد بالمندق دخلت في قبيلة كنانة زهران.
2- دار الرمادة:
ويقع بها مركز امارة بني ظبيان
والرمادة تشمل السدود وقرن الفزيع، ويتبعهم في الأصدار قرى المصدرة، الخلي الأعلى، عميرة والحجرين، الصخيرة.
3- دار الجبل:
ويتبعها قرية الحنجور في الصدر المجاورة لقرية ذي عين الأثرية
ومساحة دار الجبل أكثر من 100 كلم مربع من ضمنها الأودية والمنحدرات كأودية آل طريفة والماي الأحمر والحنجور
وكان فيها من العلماء جعاث.
4- حصن المضحاة:
وتعود اصولهم من دار الجبل
وتقع حصن المضحاة غرب قرى العباس وتمتد منازلهم ابتداءً من حلة العباس ودار الجبل جنوباً حتى مشارف قرية الغمدة شمالاً.
وتمثل قرى بالحشر أكثر من ربع بني ظبيان من حيث المساحة والسكان.
ثالثاً: فخذ بني محمد ويتواجدون في سبع قرى رئيسية:
1- المفارجة:
ويتبعها قرية السقيطة وقرية العرافجة.
2- العباس:
وتنقسم القرية إلى الدار والحامرة والقابل والحلة، ومنهم قرية عالقة العباس التي دخلت في بني سالم.
3- الغشامرة:
ويقع بها سوق سبت غشمر وهو سوق اسبوعي لبني ظبيان يقام في كل سبت ومسمى السوق نسبةً للقرية.
4- الخويتم.
5- العطاردة.
6- العقشان.
7- غزير.
رابعاً: فخذ بني أحمد وهم قسمين كبيرين:
أ) عراء وتشمل قرى:
1- حصن بالزين.
2- الدماس.
3- الريحان.
4- المناشلة.
5- المردد.
ويطلق على المردد والمناشلة والريحان بقرى المقاضيه.
ب) بني علي وينقسمون لأربع قرى رئيسية:
ويسكنون بوادي العلي الذي تسمى بهم ما عدا الغمدة فتقع خارج هذا الوادي.
1- العبالة:
ويتبعها قرية الحلة وقرية الرهوة.
2- الغمدة:
تقع في وادي فسيح تسمى باسمهم وهو رافد من روافد وادي قوب
ويتبعها قرية سلاب التي امتدت منازلهم إلى وادي الجزعة الذي يقع بين الغمدة و الظفير من بني عبدالله.
3- الطرفين:
قريتان متجاورتان هي حصن الخراب والقصعة
وسموا بالطرفين لكونهم سكنوا طرفي وادي العلي
ويتبعها قرية الباردة.
4- رحبان.

## من الصحابة
- جندب الخير

وهو: جندب بن عبد الله بن ضب بن الأحْزم بن مِسْغب بن حُثم بن جُشم بن سلامان بن غَنْم بن ظبيان
من أصحاب علي بن أبي طالب ، وشهد معه في معارك الجمل و صفين و النهروان و الخوارج.
- جندب بن كعب

وهو: جندب بن كعب بن عبد الله بن غَنْم بن جَزْء بن عامر بن مالك بن ذَهْل بن ثعلبة بن ظبيان
قاتل الساحر في مجلس الوليد بن عقبة بن أبي معيط؛ وقد أثنى عليه الرسول صلى الله عليه وسلم.
قتله للساحر

كان الوليد بن عقبة أميرًا بالعراق، وكان بين يديه ساحر يلعب، فكان يضرب رأس الرجل ثم يصيح به فيقوم خارجًا فيرتد فيه رأسه، فيقول الناس: سبحان الله يحيي الموتى، ويدخل في فم ناقة ثم يخرج من حيائها، فأخذ جندب سيفًا من صيقل واشتمل عليه، وجاء إلى الساحر فضربه ضربة فقتله، وقال: «إن كان صادقًا فليحي نفسه، ﴿أَفَتَأْتُونَ السِّحْرَ وَأَنتُمْ تُبْصِرُونَ﴾»، فأمر به الوليد فسُجن، وكان صاحب السجن يسمى دينارًا، فأعجبه ما فعله، فقال له: «انطلق لا يسألني الله عنك أبدًا»، وقيل أن اسم الساحر المذكور بستاني وفي الاستيعاب أبو بستان، وفي الاستيعاب من وجه آخر أن ابن أخي جندب ضرب السجان وأخرج عمه من السجن وقال في ذلك:
وروى الترمذي من طريق الحسن عن جندب بن كعب قال حد الساحر ضربه بالسيف، ورجّح أنه موقوف.

## أشهر القرى
- بني سعيد
- دار الجبل
- القرن
- الرمادة
- بني جره
- عراء
- العباس
- بني حده
- الاجاعده
- خفه
- العطارده
- الطرفين
- المفارجة
- حصن المضحاة
- العقشان
- الغمدة
- العباله
- رحبان
- المستمعه
- السدود
- قرن الفزيع
- غزير
- الريحان
- الغشامره
- حصن بالزين
- الخويتم
- المردد
- المناشله
- دحيمة
- عالقه  العباس
- القصعة
- سلاب
- العرافجه
- السقيطه
- بني سالم
- القرى
- الخلي الأعلى
- المكاتيم
- آل دماس
- الرهوة
- الناصر
- الحامرة
- الباردة
- الخلي الأسفل
- الحنجور
- عين ابن الطويل